# Аслаево (Учалинский район)
Асла́ево (баш. Аһылай) — деревня в Учалинском районе Башкортостана России, относится к Миндякскому сельсовету.

## Население
| 2002 | 2009 | 2010 |
| ---- | ---- | ---- |
| 56   | ↘44  | ↘39  |

Национальный состав
Согласно переписи 2002 года, преобладающая национальность — башкиры (98 %).

## Известные уроженцы
- Ямалетдинов, Мавлетбай Байгильдеевич (псевдоним Маулит Ямалетдин) (1947 — 2020) — башкирский поэт, писатель, лауреат литературной премии имени М. Муртазина, заслуженный деятель искусств Республики Башкортостан, член Союза писателей БАССР.

## История
До 19 ноября 2008 года входил в состав Озёрного сельсовета (Закон Республики Башкортостан от 19 ноября 2008 г. N 49-з  «Об изменениях в административно-территориальном устройстве Республики Башкортостан в связи с объединением отдельных сельсоветов и передачей населённых пунктов»).

## Географическое положение
Расстояние до:
- районного центра (Учалы): 100 км,
- ближайшей железнодорожной станции (Урал-Тау): 47 км.